# G47Δ
G47Δ(一般名:テセルパツレブ)とは、対がん治療に使われる遺伝子を改造された単純ヘルペスウイルスである。東京大学医科学研究所附属病院 脳腫瘍外科（東京大学医科学研究所 附属先端医療研究センター 先端がん治療分野）の藤堂具紀教授らの研究グループによって開発された。2021年6月に日本で承認された、世界で初めての脳腫瘍を対象とする「がん治療用ウイルス薬」である。

## 単純ヘルペスウイルス
単純ヘルペスウイルスは、単純ヘルペスウイルス1型、単純ヘルペスウイルス2型、水痘・帯状疱疹ウイルスがあり、これら3種とも、感染後に三叉神経節、仙髄神経節に潜み、免疫力が低下したときに活性化し、再感染する。ヘルペスウイルス1型は手、足、口そしてヘルペスウイルス2型は、性器に症状が出やすい。そして水痘・帯状疱疹は手または足以外のほとんど全体に症状(疱疹)が現れる。
G47Δは、単純ヘルペスウイルス1型を改造したものである。

## 歴史
- 2021年6月 - 日本で承認される。[4]

## 改造した遺伝子
- γ34.5遺伝子を欠失させた

がん細胞以外は蛋白合成ができなくなる。
- ICP6遺伝子不活化

増殖細胞のみでウイルスDNA合成が可能
- α47遺伝子欠失

がん細胞だけでウイルス複製が補強された
抗腫瘍免疫刺激が補強された